# Короткоствольное оружие

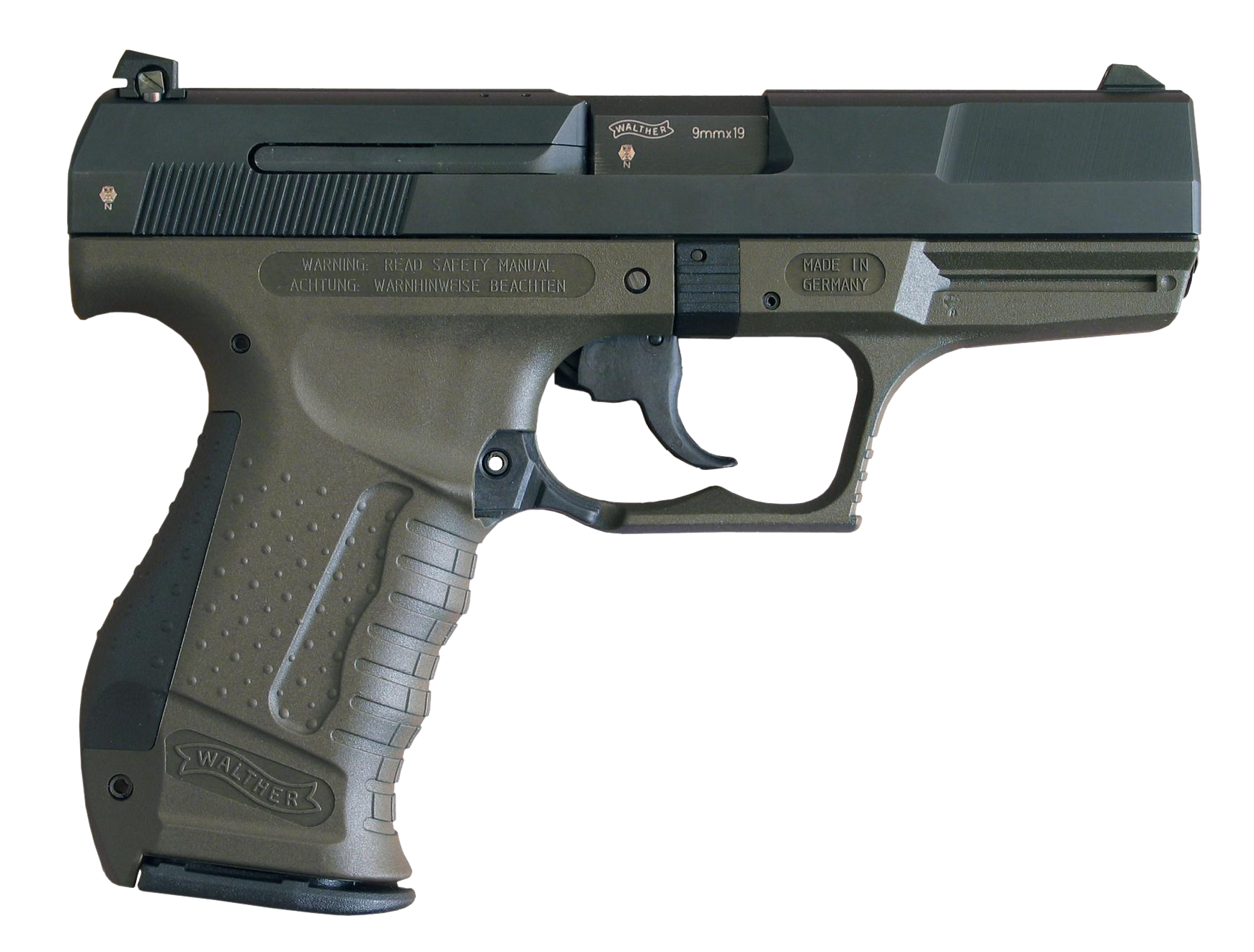
Пистолет Walther P99

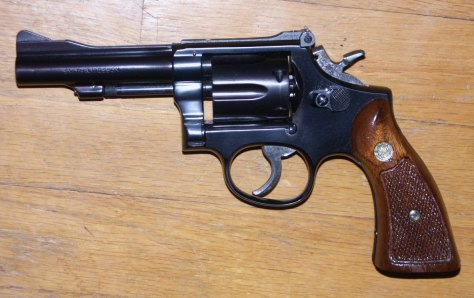
Револьвер Smith & Wesson Model 15

Короткоствольное оружие обладает стволом длины, допускающей ношение его в кармане и позволяющей ведение стрельбы с одной или двух рук (в отличие от длинноствольного оружия — винтовок, карабинов, ружей и прочего оружия, стрельба из которого обычно ведется двумя руками с упором приклада в плечо).
Как правило, под короткоствольным подразумевается именно стрелковое оружие — револьвер, пистолет, в том числе автоматический. Однако короткоствольное оружие есть и в артиллерии — например, мортира.

## Основные виды короткоствольного оружия

### Однозарядный пистолет
Первые пистолеты появились в XV веке. Они представляли собой насаженный на деревянную колоду короткий ствол с фитильным замком. Леонардо да Винчи изобрёл колесцовый замок для пистолета (заводившийся ключом) — это единственное его изобретение, получившее признание при жизни.
В XVII—XVIII веках колесцовый замок был вытеснен ударно-кремнёвым, менее надёжным в плане осечек, но зато более простым в заряжании, более дешёвым и не боящимся грязи; в первой половине XIX века последний сменился капсюльным или пистонным замком.

### Многоствольный пистолет
Так как кремнёвый пистолет был однозарядным, то делались различные попытки увеличить скорострельность пистолета. Это приводило к появлению двуствольных и даже многоствольных образцов. В начале XIX века получили широкое распространение многоствольные дульнозарядные пистолеты, носившие название «перечница». Они имели шесть стволов, объединенных в монолитный блок, вращавшийся вокруг центральной оси. Большой вес ствольного блока приводил к тому, что для облегчения пистолета его стволы делались короткими. Поэтому он был пригоден исключительно для стрельбы с малого расстояния или по крупным целям.

### Револьвер
10 июня 1818 г. американский офицер и конструктор Артемас Уиллер из города Конкорда, штат Массачусетс, запатентовал в США кремнёвый револьвер.
Повысили возможности револьвера два обстоятельства: изобретение капсюля, который сделал возможной относительно непрерывную стрельбу, и появление машинного производства, удешевившего изготовление сложных механизмов. В 1836 г. Сэмюэл Кольт открыл в Патерсоне (США) первую фабрику по массовому производству капсюльных револьверов собственной конструкции. С этого момента начинается триумфальное шествие револьвера, в течение примерно трех десятилетий совершенно вытеснившего однозарядные пистолеты — так что Кольту нередко даже приписывают изобретение этого оружия.

### Самозарядный пистолет
Самозарядные пистолеты автоматически осуществляют процесс перезаряда, используя энергию пороховых газов. Этим они отличаются от неавтоматических пистолетов и револьверов, в которых механизмы перезаряда приводятся в действие при помощи мускульной силы стрелка.
В конце XIX века предпринимались многочисленные попытки создать такой пистолет. К началу XX века были разработаны модели Luger P08 и Mauser C96.

### Автоматический пистолет
Некоторые самозарядные пистолеты обладают также способностью вести полностью автоматический огонь (советский АПС, российский СПС "Гюрза", австрийский Глок-18) или огонь очередями постоянной длины (итальянский Беретта 93R), однако эта возможность используется достаточно редко, так как малая масса пистолета приводит к большому рассеиванию пуль при стрельбе, а в случае увеличения массы и, часто, размеров, оружие переходит в класс пистолетов-пулемётов.

### Пистолет-пулемёт
Пистолеты-пулемёты в основном не являются короткоствольными. Однако встречаются и короткоствольные пистолеты-пулемёты — например, IMI Mini Uzi.